# Lepthyphantes badhkyzensis
Lepthyphantes badhkyzensis là một loài nhện trong họ Linyphiidae.
Loài này thuộc chi Lepthyphantes. Lepthyphantes badhkyzensis được Andrei V. Tanasevitch miêu tả năm 1986.